# Henschel AA16
Der Typ Henschel AA16 ist eine Baureihe von sechsachsigen dieselelektrischen Lokomotiven, die die Firma Henschel 1959/60 an die Ägyptischen Staatsbahnen Egyptian National Railways (ENR) lieferte.

## Geschichte und Beschreibung
Die AA16 entstand unter Verwendung von Lizenzen der US-amerikanischen General Motors Electro-Motive Division (GM-EMD). Mit den als „Bulldog nose“ bezeichneten Lokomotivenden, die erstmals bei der EMD E-Serie auftraten, gehört sie wie die Victorian Railways Class B 60 und die NOHAB AA16 zur Familie der EMD F7.
Bereits 1957 hatte Henschel dreizehn optisch ähnliche Lokomotiven der Baureihe KK16 nach Ägypten geliefert. Diese zweimotorigen Maschinen waren als Güterzugloks für den Betrieb von Erzzügen entstanden. Die AA16 hingegen war für den Einsatz vor Reisezügen konzipiert.
Anders als die KK16 wies die AA16 nur noch einen Dieselmotor auf. Der 16-zylindrige Motor des Typs 16-567 C von EMD leistete 1434 kW. Über einen Generator lieferte er den Strom für vier Elektromotoren des Typs D 47, die die jeweils äußeren Achsen der beiden dreiachsigen Drehgestelle mit der Achsfolge (A1A)’(A1A)’ antrieben. Mit einer Länge über Puffer von 21.420 mm war die AA16 ca. zwei Meter kürzer als die KK16, mit einer Dienstmasse von 112 t 20 t leichter. Die Höchstgeschwindigkeit der AA16 lag bei 120 km/h. Mit ihren übereinander angeordneten Scheinwerfern erinnerten ihre Fronten stark an ihre US-amerikanischen Vorbilder. Zum Schutz vor Steinschlag waren die Frontfenster mit Schutzgittern versehen.
Insgesamt wurden 38 Maschinen dieses Typs von Henschel gebaut und an die ENR geliefert. Sie hatten die Werksnummern 30200 bis 30237 und erhielten in Ägypten die Betriebsnummern 3201 bis 3238. Die Loks waren grün lackiert und wiesen unterhalb des Lüfterbands drei parallele Zierstreifen in den ägyptischen Landesfarben rot-weiß-schwarz auf, die an den Fronten V-förmig nach unten gezogen waren.

## Verbleib
Von den AA16 ist bei den ENR keine Maschine mehr im Einsatz.